# Brani musicali al numero uno in Italia (2021)
La presente lista elenca le canzoni che hanno raggiunto la prima posizione nella classifica settimanale italiana Top Singoli, stilata durante il 2021 dalla Federazione Industria Musicale Italiana, in collaborazione con la GfK Retail and Technology Italia.
| Settimana                                | Brano                           | Artista/i                            | Totale settimane al numero 1 | Fonte  |
| ---------------------------------------- | ------------------------------- | ------------------------------------ | ---------------------------- | ------ |
| Settimana 1 (1º gennaio-7 gennaio)       | Una canzone d'amore buttata via | Vasco Rossi                          | 1                            | [ 1 ]  |
| Settimana 2 (8 gennaio-14 gennaio)       | Allenamento #4                  | Capo Plaza                           | 1                            | [ 2 ]  |
| Settimana 3 (15 gennaio-21 gennaio)      | La canzone nostra               | Mace, Salmo e Blanco                 | 7                            | [ 3 ]  |
| Settimana 4 (22 gennaio-28 gennaio)      | La canzone nostra               | Mace, Salmo e Blanco                 | 7                            | [ 4 ]  |
| Settimana 5 (29 gennaio-4 febbraio)      | La canzone nostra               | Mace, Salmo e Blanco                 | 7                            | [ 5 ]  |
| Settimana 6 (5 febbraio-11 febbraio)     | La canzone nostra               | Mace, Salmo e Blanco                 | 7                            | [ 6 ]  |
| Settimana 7 (12 febbraio-18 febbraio)    | La canzone nostra               | Mace, Salmo e Blanco                 | 7                            | [ 7 ]  |
| Settimana 8 (19 febbraio-25 febbraio)    | La canzone nostra               | Mace, Salmo e Blanco                 | 7                            | [ 8 ]  |
| Settimana 9 (26 febbraio-4 marzo)        | La canzone nostra               | Mace, Salmo e Blanco                 | 7                            | [ 9 ]  |
| Settimana 10 (5 marzo-11 marzo)          | Chiamami per nome               | Francesca Michielin e Fedez          | 1                            | [ 10 ] |
| Settimana 11 (12 marzo-18 marzo)         | Musica leggerissima             | Colapesce e Dimartino                | 7                            | [ 11 ] |
| Settimana 12 (19 marzo-25 marzo)         | Musica leggerissima             | Colapesce e Dimartino                | 7                            | [ 12 ] |
| Settimana 13 (26 marzo-1º aprile)        | Musica leggerissima             | Colapesce e Dimartino                | 7                            | [ 13 ] |
| Settimana 14 (2 aprile-8 aprile)         | Musica leggerissima             | Colapesce e Dimartino                | 7                            | [ 14 ] |
| Settimana 15 (9 aprile-15 aprile)        | Musica leggerissima             | Colapesce e Dimartino                | 7                            | [ 15 ] |
| Settimana 16 (16 aprile-22 aprile)       | Musica leggerissima             | Colapesce e Dimartino                | 7                            | [ 16 ] |
| Settimana 17 (23 aprile-29 aprile)       | Musica leggerissima             | Colapesce e Dimartino                | 7                            | [ 17 ] |
| Settimana 18 (30 aprile-6 maggio)        | Nuovo Range                     | Rkomi, Sfera Ebbasta e Junior K      | 2                            | [ 18 ] |
| Settimana 19 (7 maggio-13 maggio)        | Nuovo Range                     | Rkomi, Sfera Ebbasta e Junior K      | 2                            | [ 19 ] |
| Settimana 20 (14 maggio-20 maggio)       | Malibu                          | Sangiovanni                          | 4                            | [ 20 ] |
| Settimana 21 (21 maggio-27 maggio)       | Malibu                          | Sangiovanni                          | 4                            | [ 21 ] |
| Settimana 22 (28 maggio-3 giugno)        | Malibu                          | Sangiovanni                          | 4                            | [ 22 ] |
| Settimana 23 (4 giugno-10 giugno)        | Malibu                          | Sangiovanni                          | 4                            | [ 23 ] |
| Settimana 24 (11 giugno-17 giugno)       | Mille                           | Fedez, Achille Lauro e Orietta Berti | 5                            | [ 24 ] |
| Settimana 25 (17 giugno-24 giugno)       | Mille                           | Fedez, Achille Lauro e Orietta Berti | 5                            | [ 25 ] |
| Settimana 26 (25 giugno-1º luglio)       | Mille                           | Fedez, Achille Lauro e Orietta Berti | 5                            | [ 26 ] |
| Settimana 27 (2 luglio-8 luglio)         | Mille                           | Fedez, Achille Lauro e Orietta Berti | 5                            | [ 27 ] |
| Settimana 28 (9 luglio-15 luglio)        | Mille                           | Fedez, Achille Lauro e Orietta Berti | 5                            | [ 28 ] |
| Settimana 29 (16 luglio-22 luglio)       | Mi fai impazzire                | Blanco e Sfera Ebbasta               | 8                            | [ 29 ] |
| Settimana 30 (23 luglio-29 luglio)       | Mi fai impazzire                | Blanco e Sfera Ebbasta               | 8                            | [ 30 ] |
| Settimana 31 (30 luglio-5 agosto)        | Mi fai impazzire                | Blanco e Sfera Ebbasta               | 8                            | [ 31 ] |
| Settimana 32 (6 agosto-12 agosto)        | Mi fai impazzire                | Blanco e Sfera Ebbasta               | 8                            | [ 32 ] |
| Settimana 33 (13 agosto-19 agosto)       | Mi fai impazzire                | Blanco e Sfera Ebbasta               | 8                            | [ 33 ] |
| Settimana 34 (20 agosto-26 agosto)       | Mi fai impazzire                | Blanco e Sfera Ebbasta               | 8                            | [ 34 ] |
| Settimana 35 (27 agosto-2 settembre)     | Mi fai impazzire                | Blanco e Sfera Ebbasta               | 8                            | [ 35 ] |
| Settimana 36 (3 settembre-9 settembre)   | Mi fai impazzire                | Blanco e Sfera Ebbasta               | 8                            | [ 36 ] |
| Settimana 37 (10 settembre-16 settembre) | Blu celeste                     | Blanco                               | 2                            | [ 37 ] |
| Settimana 38 (17 settembre-23 settembre) | Blu celeste                     | Blanco                               | 2                            | [ 38 ] |
| Settimana 39 (24 settembre-30 settembre) | Meglio del cinema               | Fedez                                | 1                            | [ 39 ] |
| Settimana 40 (1º ottobre-7 ottobre)      | Kumite                          | Salmo                                | 6                            | [ 40 ] |
| Settimana 41 (8 ottobre-14 ottobre)      | Kumite                          | Salmo                                | 6                            | [ 41 ] |
| Settimana 42 (15 ottobre-21 ottobre)     | Easy on Me                      | Adele                                | 1                            | [ 42 ] |
| Settimana 43 (22 ottobre-28 ottobre)     | Kumite                          | Salmo                                | 6                            | [ 43 ] |
| Settimana 44 (29 ottobre-4 novembre)     | Kumite                          | Salmo                                | 6                            | [ 44 ] |
| Settimana 45 (5 novembre-11 novembre)    | Kumite                          | Salmo                                | 6                            | [ 45 ] |
| Settimana 46 (12 novembre-18 novembre)   | Kumite                          | Salmo                                | 6                            | [ 46 ] |
| Settimana 47 (19 novembre-25 novembre)   | Infinity Love                   | Marracash feat. Guè                  | 6                            | [ 47 ] |
| Settimana 48 (26 novembre-2 dicembre)    | Infinity Love                   | Marracash feat. Guè                  | 6                            | [ 48 ] |
| Settimana 49 (3 dicembre-9 dicembre)     | Infinity Love                   | Marracash feat. Guè                  | 6                            | [ 49 ] |
| Settimana 50 (10 dicembre-16 dicembre)   | Infinity Love                   | Marracash feat. Guè                  | 6                            | [ 50 ] |
| Settimana 51 (17 dicembre-23 dicembre)   | Infinity Love                   | Marracash feat. Guè                  | 6                            | [ 51 ] |
| Settimana 52 (24 dicembre-30 dicembre)   | All I Want for Christmas Is You | Mariah Carey                         | 7                            | [ 52 ] |

## Classifica fine anno
| Brano               | Artista/i                            | Certificazione | Fonte  |
| ------------------- | ------------------------------------ | -------------- | ------ |
| Malibu              | Sangiovanni                          | 8 Platino      | [ 53 ] |
| Mi fai impazzire    | Blanco e Sfera Ebbasta               | 9 Platino      | [ 53 ] |
| Mille               | Fedez, Achille Lauro e Orietta Berti | 6 Platino      | [ 53 ] |
| Zitti e buoni       | Måneskin                             | 5 Platino      | [ 53 ] |
| La canzone nostra   | Mace, Blanco e Salmo                 | 6 Platino      | [ 53 ] |
| Notti in bianco     | Blanco                               | 7 Platino      | [ 53 ] |
| Musica leggerissima | Colapesce Dimartino                  | 5 Platino      | [ 53 ] |
| Nuovo Range         | Rkomi, Sfera Ebbasta e Junior K      | 6 Platino      | [ 53 ] |
| Lady                | Sangiovanni                          | 4 Platino      | [ 53 ] |
| Voce                | Madame                               | 4 Platino      | [ 53 ] |